# Estación de Takatsu (Kanagawa)
La estación de Takatsu (高津駅 Takatsu-eki?) es una estación de ferrocarril situada en Kawasaki, Kanagawa, Japón y operada por la compañía de ferrocarriles Tokyu Corporation. Forma parte de la línea Den-en-toshi y su código alfanumérico es DT09.

## Historia

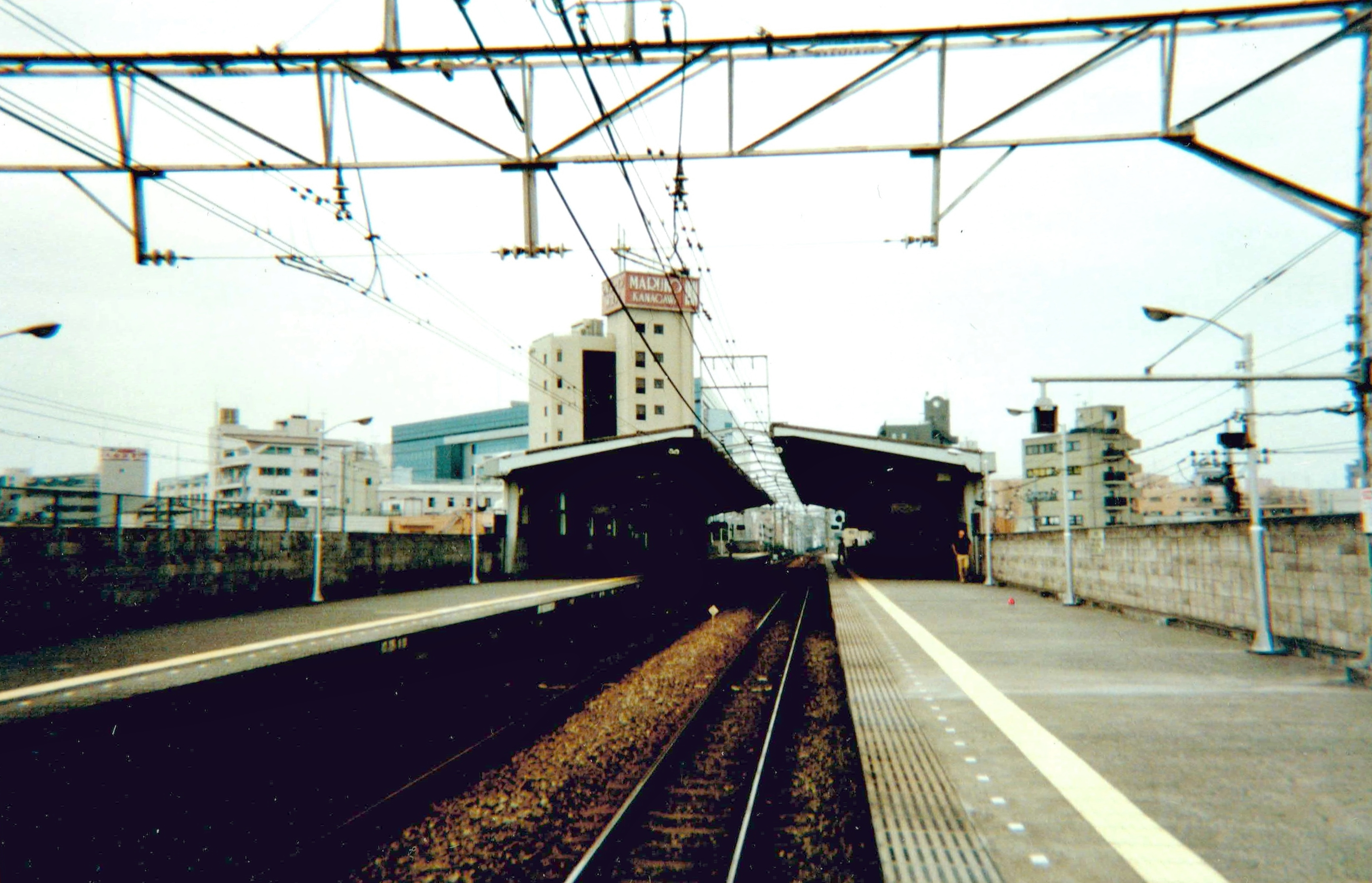
Los andenes de la estación en 2000, antes de la remodelación

La estación de Takatsu se inauguró el 15 de julio de 1927 como estación de Ferrocarriles de Tamagawa (玉川電気鉄道 Tamagawa Denki Tetsudo?) . En 1966, los andenes de la estación se reconstruyeron por encima del suelo con la apertura de la línea Tokyu Den-en-toshi. 

## La estación
La estación consta de cuatro vías y dos andenes elevados y una estación elevada. Las dos vías centrales se utilizan únicamente para los trenes sin parada.

## Servicios ferroviarios
| procedencia/destino              | < estación  | Línea                | estación >     | destino/procedencia                 |
| -------------------------------- | ----------- | -------------------- | -------------- | ----------------------------------- |
| Saginuma・Nagatsuta・Chuo-rinkan | Mizonokuchi | Tokyu DT line symbol | Futako-shinchi | Shibuya・Oshiage(Skytree)・Kasukabe |

### Galería de fotos

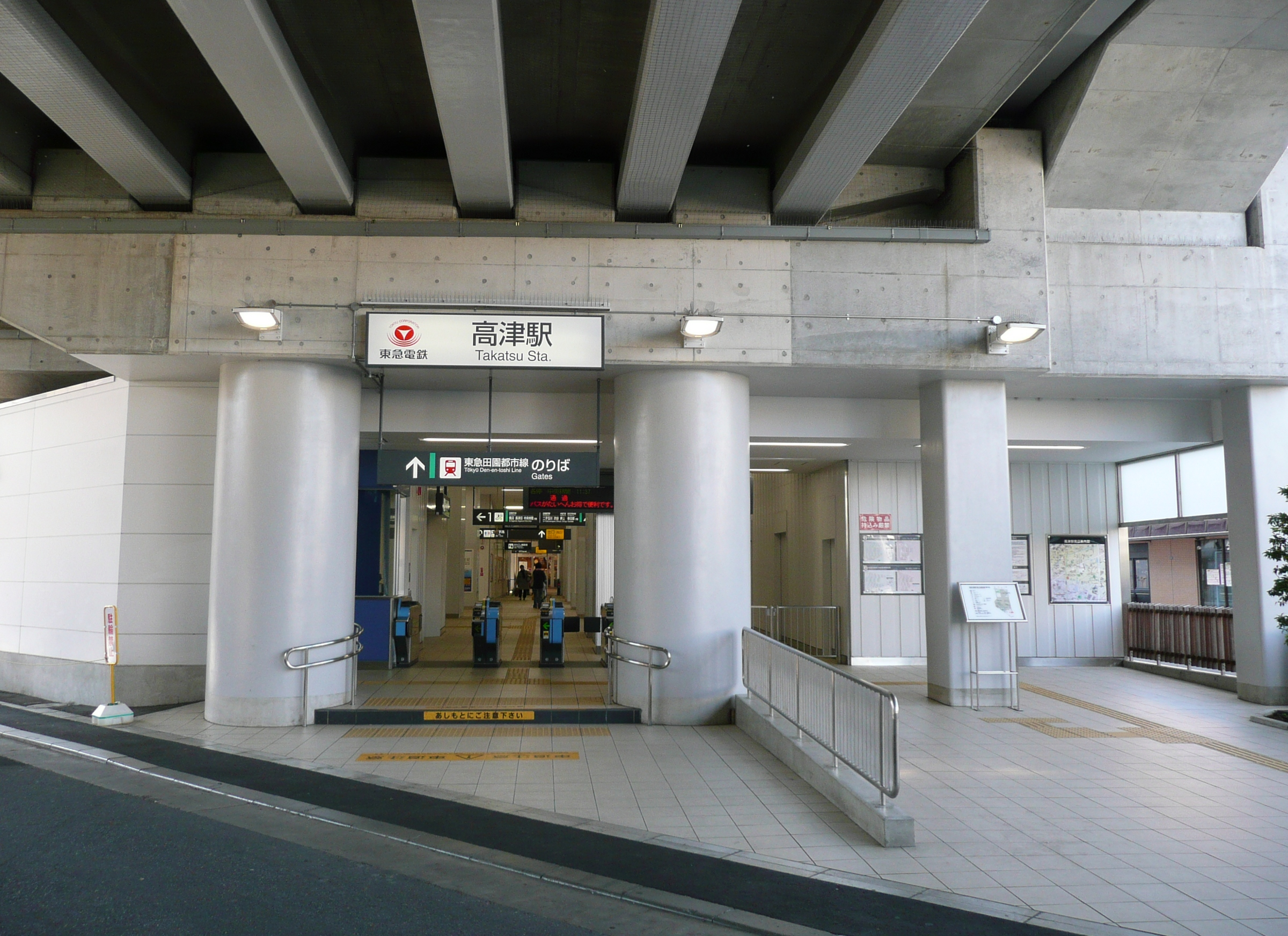
El acceso este en noviembre de 2011.
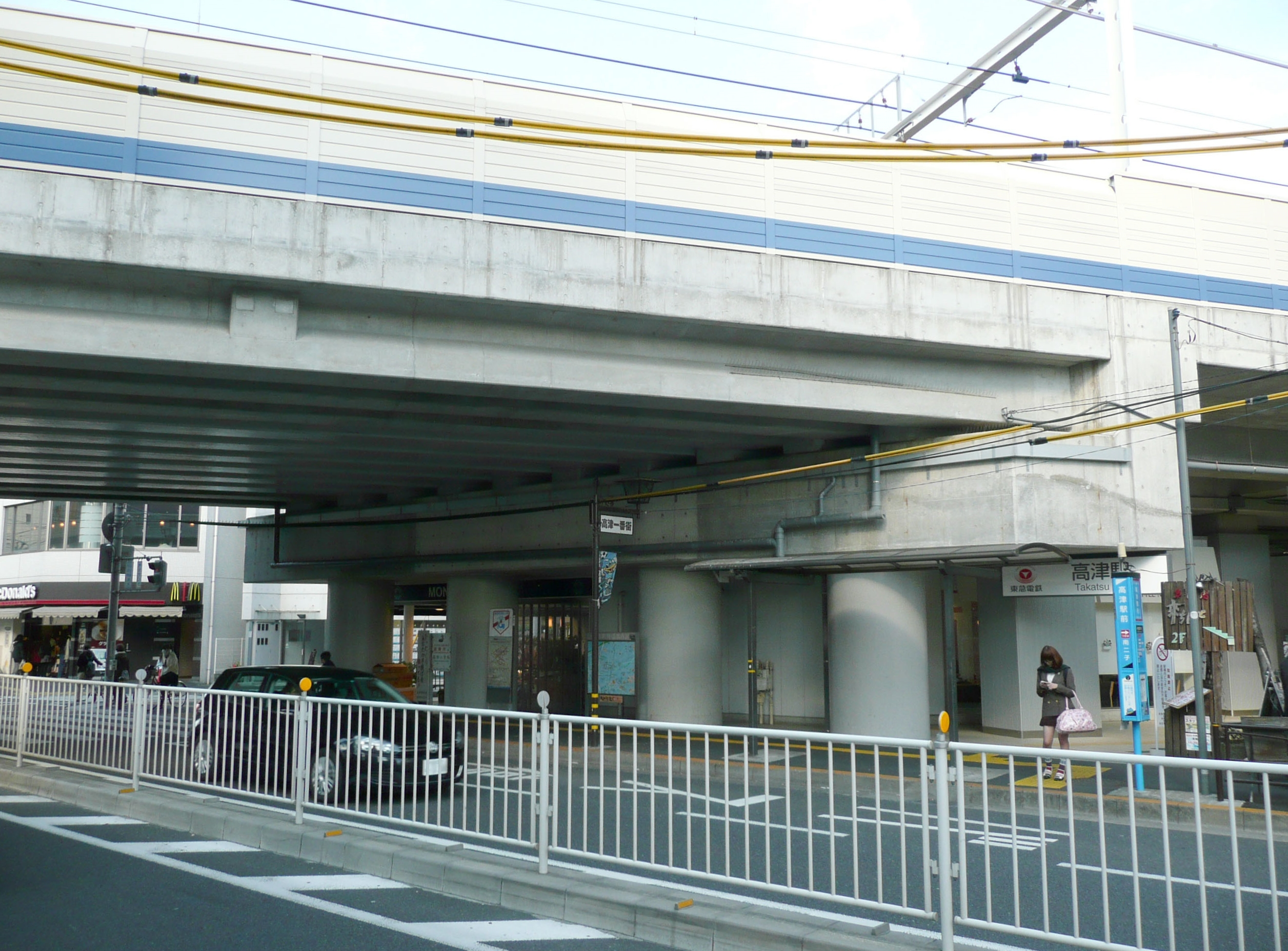
El acceso oeste en noviembre de 2011.
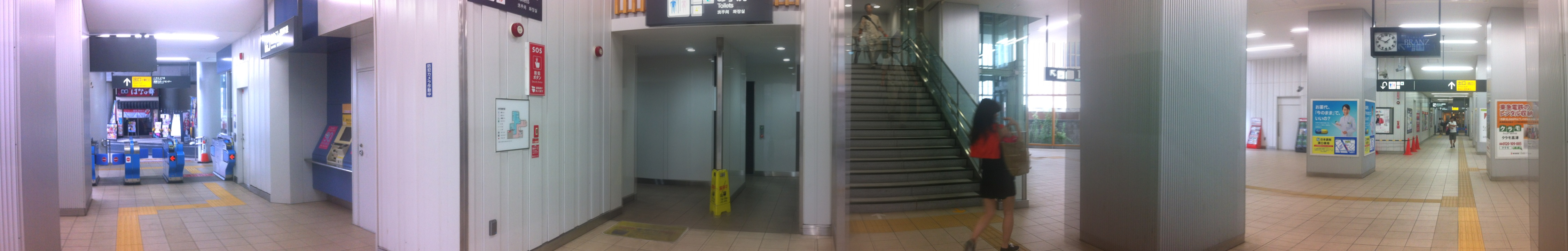
Panorama de ambos accesos desde el interior de la estación, agosto de 2014